# سخس أباد (زين أباد)
سخس أباد (بالفارسية: سخس‌آباد) هي قرية تقع في إيران في قسم زين أباد الريفي. يقدر عدد سكانها بـ 259 نسمة .